# Arvi Mäenpää
Arvi Matti Mäenpää, född 18 mars 1899 i Töysä, död 14 oktober 1976 i Alavo, var en finländsk  målare.
Mäenpää studerade 1918–1920 vid Finska konstföreningens ritskola och ställde ut första gången 1920. Han var känd för sina humoristiska folkskildringar ur det sydösterbottniska bysamhället. Hans mycket små målningar i olja eller akvarell var fyllda av humor och medkänsla för de svagare och av kärlek till naturen och djuren.
Nordiskt Konstcentrum ordnade 1980 en vandringsutställning av Mäenpääs konst, som bland annat visades i Amos Andersons konstmuseum. En utställning av Mäenpääs konst från Tikanojas konsthem i Vasa hölls 2005 i Heinola konstmuseum.